# 彼得·博格丹诺维奇
彼得·博格丹诺维奇（英語：Peter Bogdanovich，1939年7月30日—2022年1月6日），美國籍猶太裔導演、編劇、演員、製片人、評論家和電影歷史學家。他的職業生涯始於《Film Culture》和《Esquire》的影評人，然後成為了美國新浪潮的傑出電影製作人。他獲得的榮譽包括英国电影学院奖和葛萊美獎，以及兩項奧斯卡金像獎和兩項金球獎提名。

## 早年生活
彼得出生於紐約金斯頓，是赫爾瑪（原姓羅賓遜）和鋼琴家兼畫家鮑里斯拉夫·博格丹诺维奇的兒子。他的父親是塞爾維亞血統，母親是奧地利猶太血統。他能說一口流利的塞爾維亞文，他在說英語之前就學會了塞爾維亞文。

## 外部連結
- 彼得·博格丹诺维奇在互联网电影资料库（IMDb）上的資料（英文）
- 在AllMovie上彼得·博格丹诺维奇的頁面（英文）
- Peter Bogdanovich at BFI
- 在Find a Grave上的彼得·博格丹诺维奇
- Bogdanovich's blog at IndieWire
- Senses of Cinema: Great Directors Critical Database （页面存档备份，存于）
- The Plot Thickens Season One: I'm Still Peter Bogdanovich （页面存档备份，存于）, documentary podcast about his life